# Bonjour Toubib
Pour plus de détails, voir Fiche technique et Distribution.
Bonjour Toubib est un film français réalisé par Louis Cuny, sorti en 1957.

## Fiche technique
- Titre français : Bonjour Toubib
- Réalisation : Louis Cuny, assisté de Jean Dewever
- Scénario : Louis Cuny, Noël-Noël, Serge de Boissac et Jean Cosmos
- Photographie : Paul Cotteret
- Musique : René Cloërec
- Montage : Jean Feyte
- Costume : Alexandre Ranesky
- Société de production : Pathé, Celia Film
- Société de distribution : Pathé
- Pays d'origine :  France
- Format :  Noir et blanc - Mono
- Genre : comédie
- Durée : 95 minutes
- Date de sortie : 
  - France : 6 mars 1957
- Numéro de visa : 18810 (délivré le 06/03/1957)

## Distribution
- Noël-Noël : le docteur Forget, un médecin de quartier
- Georges Descrières : Julien Forget, son fils étudiant en médecine
- Jacqueline Pierreux : Sonia Flo
- Ginette Pigeon : Bernadette Phalempin, la fiancée de Julien
- Jean Galland : le premier spécialiste, un médecin mondain
- Gabrielle Fontan : Madeleine Blaise
- Georges Wilson : Timbarelle
- Berthe Bovy : Madame Cohen
- Julien Verdier : Lacroix
- Gaston Orbal : l'imprésario Luizy, l'ami de Sonia Flo
- Simone Bach : Yvonne
- Jack Ary : le garçon de café
- Louis Bugette : Phalempin, le père de Bernadette
- Alain Bouvette
- Luce Fabiole
- Dany Cintra : Ginette
- Suzanne Nivette
- Hélène Tossy : Madame Phalempin, la mère de Bernadette
- Julien Verdier : Lacoix
- Louis Viret